# Velpen

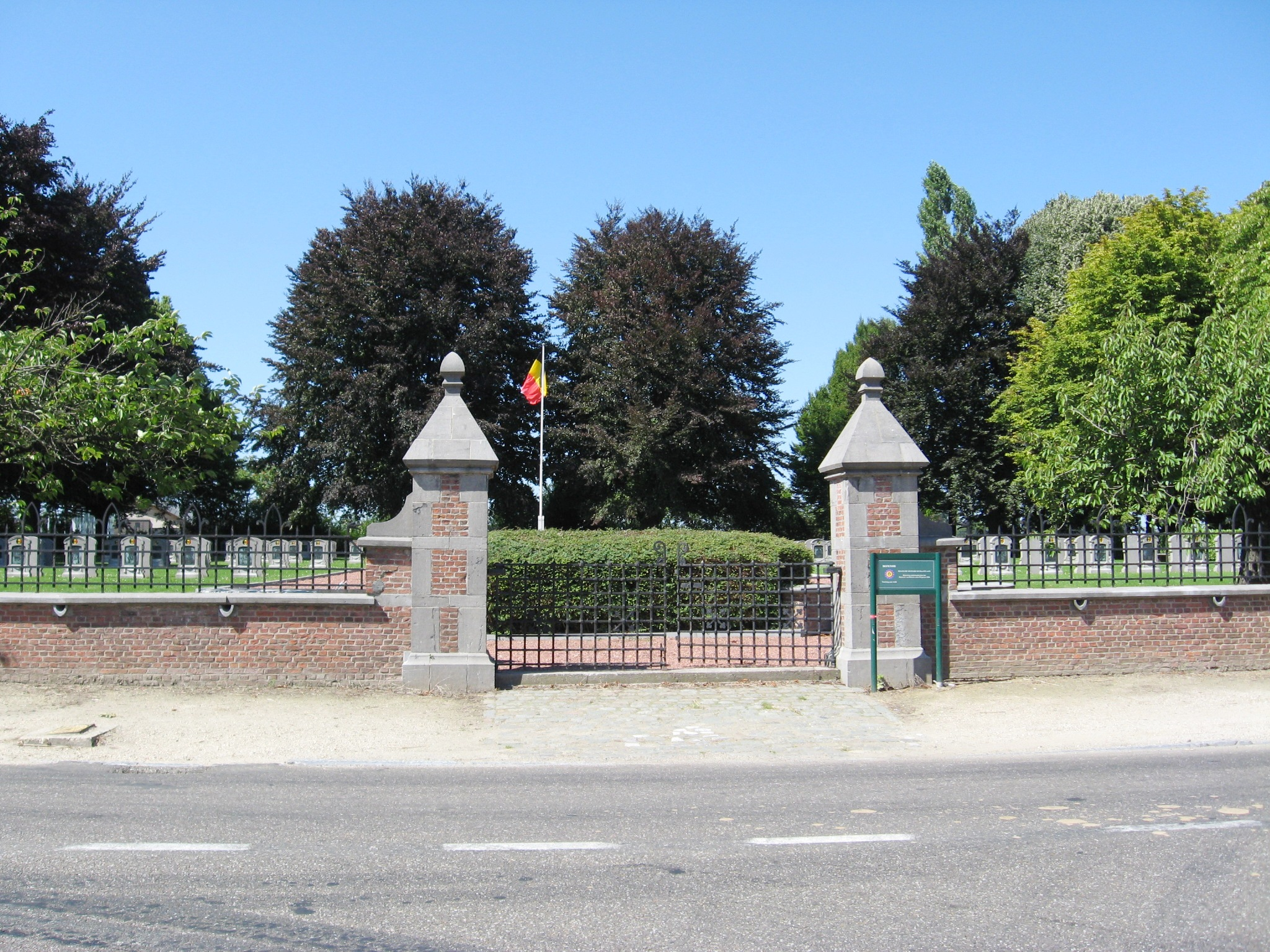
De ingang van de Belgische militaire begraafplaats van Halen

Velpen is een voormalige heerlijkheid die een wijk werd van de Limburgse stad Halen.

## Geschiedenis
Velpen is ontstaan waar de oude weg Diest-Zoutleeuw de Velpe oversteekt. De eerste vermelding als Felepa is wanneer het samen met de domeinen (villae) Halen, Schaffen en Meerhout door graaf Rotbertus van Hasbania aan de abdij van Sint-Truiden wordt geschonken. Later zou het opgenomen worden in de domeingroep Halen. In de twaalfde eeuw kwam de herenhoeve van Velpen in het bezit van de familie, die later de heren van Velpen zouden worden. Zij droegen Velpen over aan de hertog van Brabant. Velpen werd een heerlijkheid met aan het hoofd het geslacht van Velpen. Deze heerlijkheid omvatte de gehuchten Velpen, Rotem (Halen) en Loksbergen. Wanneer Halen in 1206 stadsrechten verkreeg, golden die ook voor de heerlijkheid Velpen. In tegenstelling tot de andere Halense heerlijkheid Zelk is Velpen nooit uitgegroeid tot een parochie. Tot in de jaren 80 van twintigste eeuw had het wel een schooltje.

## Monumenten
In Velpen bevindt zich de Belgische militaire begraafplaats van Halen. Naast deze begraafplaats is in 1939 een oorlogsmonument opgericht in de vorm van een hardstenen zuil.

## Ontspanning
Elk tweede weekend van september vindt het wijkfeest Velpen Kermis plaats.